# چکش (ترانه لرد)
«چکش» (انگلیسی: Hammer) ترانه‌ای از خواننده و ترانه‌سرای نیوزیلندی، لرد، است. این ترانه در ۲۰ ژوئن ۲۰۲۵ از طریق شرکت‌های یونیورسال و ریپابلیک رکوردز به عنوان سومین تک‌آهنگ از آلبوم استودیویی چهارم او با نام باکره منتشر شد.

## پیش‌زمینه
در ۱۸ ژوئن ۲۰۲۵، لرد از طریق شبکه‌های اجتماعی ترانه «چکش» را به‌عنوان آخرین تک‌آهنگ پیش از انتشار آلبوم باکره معرفی کرد و افزود که این قطعه، ترانهٔ آغازین آلبوم نیز خواهد بود. پیش‌تر این ترانه در یک رویداد موقتی در پارکینگ طبقاتی در لندن برای هواداران پخش شده بود. پیش از انتشار رسمی، او تیزری از موزیک ویدیو را به اشتراک گذاشت که در آن با موهای بافته و دو کبوتر روی شانه‌هایش دیده می‌شد. بخشی از ترانه با این جمله نیز پیش‌نمایش داده شد: «در پیاده‌روها گرما هست / حرارتم بالا می‌زند».

## ساختار موسیقایی
لُرد از «چکش» به‌عنوان «ادای دینی به زندگی شهری و شور جنسی» یاد کرده است. تام بریهان از استریوگام این ترانه را «آمیخته‌ای پرجنب‌وجوش و پرشور — نه یک ترانهٔ رقص، اما در آستانه تبدیل شدن به آن در هر لحظه» توصیف می‌کند و بر کیفیت پرانرژی و نزدیک به موسیقی رقص آن تأکید دارد.

## موزیک ویدیو
موزیک ویدیوی «چکش» به کارگردانی رنل مدرانو، شامل صحنه‌هایی از رقصیدن، شنا کردن و وقت‌گذرانی لُرد در طبیعت است. در برخی صحنه‌ها، او در جنگل روی باسن خود نقشی را خالکوبی می‌کند و درون یک خودرو شخصی را می‌بوسد. این ویدیو در همپستد هیث در لندن فیلم‌برداری شده است.

## واکنش منتقدان
پیچفورک این ترانه را «ضربه‌دارتر و پاپ‌تر» از آثار قبلی لرد دانسته و از تهیه‌کنندگی جیم-ئی استک برای ایجاد پویایی تمجید کرد؛ همچنین تحویل اشعار لرد را پرانرژی و تأثیرگذار دانسته است. د فیدر ترانه را «هجوم پرجوش و خروش درام» با «نوسان صوتی واقعاً اعتیادآور» توصیف کرده و حس رهایی و سرخوشی آن را برجسته می‌داند. این رسانه همچنین به تصویرپردازی پرهیجان در اشعار اشاره کرده است.